# James Thornhill

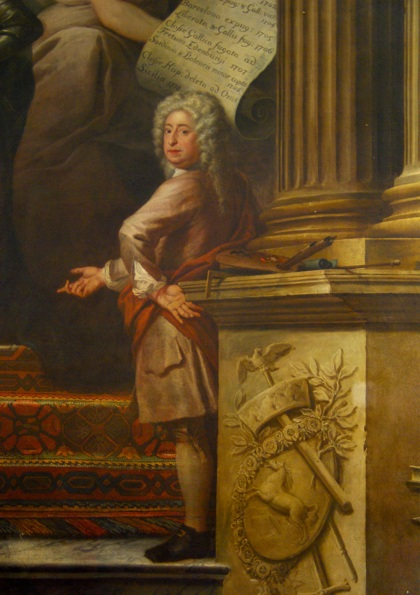
Zelfportret, detail van een schilderij in de Greenwich Hospital, Greenwich

James Thornhill (Malcombe Regis, Dorset, 25 juli 1675 - Stalbridge, Dorset, 13 mei 1734) was een Engels schilder van decoratieve wand- en plafondschilderingen, portretten en taferelen uit de geschiedenis en mythologie. Hij was de schoonvader van William Hogarth.
Thornhill studeerde van 1689 tot 1696 bij Thomas Highmore, die serjeant-painter (decoratieschilder) was van Willem III. Thornhill reisde in 1711 door Vlaanderen, Frankrijk en Nederland, waar hij onder meer werkte in Den Haag, Rotterdam, Rijswijk, Goes en Vlissingen.
In 1711 werd hij directeur en in 1716 'governor' van de academie van Godfrey Kneller in Londen. Dit deed hij tot 1720, waarna hij zijn eigen tekenschool begon, die slechts korte tijd bestond. In dat jaar werd hij hofschilder van George I en vervolgens geridderd.
Sir James Thornhill werd aanvankelijk beïnvloed door Louis Laguerre en Antonio Verrio, beiden decoratieschilders die destijds in Engeland werkten, later ook door Sebastiano Ricci.
Als eerste Engelse schilder schiep hij grote wandschilderingen, zoals Taferelen uit het leven van de heilige Paulus (St Paul's Cathedral, Londen).